# Richard von Perger
Richard von Perger, född 10 januari 1854 i Wien, död där 11 januari 1911, var en österrikisk tonsättare. 
Perger, som var elev till Leopold Alexander Zellner och Johannes Brahms, verkade som dirigent i Rotterdam och från 1895 i Wien, där han 1899–1907 var konservatoriedirektör. Bland hans av Brahms påverkade kompositioner märks, förutom kammarmusikverk, den komiska operan Der Richter von Granada (1889) och sångspelet Die 14 Nothelfer (1891). Han skrev en biografi över Brahms (1908).